# Nguyễn Văn Hùng (võ sĩ Pencak silat)
Nguyễn Văn Hùng là một võ sĩ Pencak silat của Việt Nam, thi đấu ở nội dung đối kháng.
Nguyễn Văn Hùng quê ở xã Đông Minh, huyện Đông Sơn (nay là phường Đông Sơn) thuộc tỉnh Thanh Hóa.

## Thành tích
Trong sự nghiệp thi đấu, Nguyễn Văn Hùng đã 3 lần vô địch thế giới môn pencak silat. Đặc biệt, tại giải Vô địch Pencak Silat thế giới năm 2007, Nguyễn Văn Hùng với tư cách huấn luyện viên kiêm vận động viên đã giành được huy chương vàng.
Tại SEA Games, Nguyễn Văn Hùng là nhà vô địch liên tiếp 4 kỳ SEA Games 20, 21, 22 và 23. Tại các kì SEA Games mới tham gia, Nguyễn Văn Hùng thi đấu ở các hạng cân 80 kg và 85 kg, tại SEA Games 23, anh thi đấu ở hạng cân 90 kg.
Ngoài ra, Nguyễn Văn Hùng còn giành được thành tích cao ở nhiều đại hội thể thao khác như huy chương vàng hạng cân 85 kg tại giải pencak silat châu Á - Thái Bình Dương năm 2002.

## Thông tin bên lề
Hệ thống thi đấu Pencak silat thế giới gồm 4 giải đấu chính thức thuộc Liên đoàn Pencak silat quốc tế: Giải vô địch thế giới, Giải châu Á-Thái Bình Dương, Giải trẻ thế giới và Giải Đông Nam Á